# I Never Learn
I Never Learn é o terceiro álbum de estúdio da cantora indie Lykke Li. O álbum foi lançado no dia 05 de maio de 2014 pela gravadora LL Records e Atlantic Records. O álbum foi produzido por Björn Yttling, Li e Greg Kurstin. O primeiro single do álbum foi "No Rest for the Wicked".

## Antecedentes
A data oficial de lançamento do álbum foi anunciado no dia 27 de fevereiro de 2014, juntamente com Tarik Saleh, diretor do trailer que contém um pouco de cada faixa, contando com a atuação do ator Fares Fares. O teaser foi filmado na cidade de Los Angeles em fevereiro do mesmo ano.
De acordo com Li, o álbum é o último episódio em uma trilogia que narra "uma mulher na casa dos vintes anos e sua procura por amor e por si mesma", que deu início em seus dois primeiros álbum, Youth Novels e Wounded Rhymes. Após vivenciar "a maior separação de sua vida", Li mudou-se da Suécia para Los Angeles, onde passou dois anos e meio compondo as músicas de I Never Learn. "Eu não fiz nenhum plano para fazer um álbum. Meu primeiro instinto foi de tentar me curar e voltar a ter algum tipo de vida. E eu estava tão emocionalmente machucada que eu comecei a compor... eu amo escrever, e foi tão incrível me perder no processo. Eu não achava que as pessoas iam escutar essas músicas", contou em entrevista à Billboard.
Durante sua estada na Califórnia, Li escutava o álbum Astral Weeks de Van Morrison, demos de Harry Nilsson, The Band e Dennis Wilson. Greg Kurstin produziu duas faixas no álbum, enquanto que Li e seu colaborador de longa data Björn Yttling produziram o resto do álbum, fazendo deste seu primeiro álbum como co-produtora. Ela descreveu I Never Learn como uma coleção de "baladas poderosas para as pessoas de coração partido", acrescentando que o trabalho é "sobre mim e a culpa, vergonha, sofrimento, orgulho e confusão de ser mulher". Li também sentiu que seu terceiro álbum iria estabelecer o seu lugar na indústria fonográfica, declarando: "Eu sempre sinto que tenho sido um pouco incompreendida. Como mulher, você é julgada por aparências ou coisas assim que eu não me importo muito. Muito pelo contrário, quero ser vista como cantora-compositora do que uma artista pop. Sinto que encontrei a minha voz".

### Promo de lançamento
No dia 04 de março, Lykke Li realizou um vídeo para a canção "Love Me Like I'm Not Made of Stone", que foi dirigido por Saleh. O vídeo para "No Rest for the Wicked", dirigido por Saleh, foi premiado em 10 de abril de 2014. Um remix da música em parceria com ASAP Rocky foi disponibilizado para download digital no dia 21 de abril de mesmo ano, servindo como single para o álbum.
No dia 27 de abril de 2014, I Never Learn foi divulgado pela NPR, por um período de tempo limitado. Para promover seu álbum, a cantora deu início a sua turnê pela Europa.

## Faixas
| Edição padrão |                                      |                                     |         |  |
| N.º           | Título                               | Compositor(es)                      | Duração |  |
| 1.            | "I Never Learn"                      | Lykke Li/Björn Yttling              | 03:04   |  |
| 2.            | "No Rest for the Wicked"             | Li/Yttling                          | 03:42   |  |
| 3.            | "Just Like a Dream"                  | Li/Yttling                          | 04:08   |  |
| 4.            | "Silver Line"                        | Li/Yttling/Rick Nowels/Greg Kurstin | 03:52   |  |
| 5.            | "Gunshot"                            | Li/Yttling/Nowels                   | 03:24   |  |
| 6.            | "Love Me Like I'm Not Made of Stone" | Li/Yttling/Nowls                    | 03:47   |  |
| 7.            | "Never Gonna Love Again"             | Li/Yttling                          | 04:00   |  |
| 8.            | "Heart of Steel"                     | Li/Yttling                          | 03:54   |  |
| 9.            | "Sleeping Alone"                     | Li/Yttling/Kurstin                  | 02:59   |  |

| Edição Deluxe (iTunes Store) |                                              |                |         |  |
| N.º                          | Título                                       | Compositor(es) | Duração |  |
| 10.                          | "Gunshot (acústico)"                         |                | 03:36   |  |
| 11.                          | "I Never Learn (vídeo)"                      |                | 02:34   |  |
| 12.                          | "Love Me Like I'm Not Made of Stone (vídeo)" |                | 03:51   |  |
| 13.                          | "No Rest for the Wicked (vídeo)"             |                | 03:37   |  |

## Recepção
| Publicação           | Classificação | Lista                          |
| -------------------- | ------------- | ------------------------------ |
| Billboard            | 7             | The 10 Best Albums of 2014     |
| Complex              | 36            | The 50 Best Albums of 2014     |
| Consequence of Sound | 15            | Top 50 Albums of 2014          |
| Cosmopolitan         | 9             | The 20 Best Albums of 2014     |
| Drowned in Sound     | 23            | 50 Favourite Albums of 2014    |
| Gigwise              | 14            | 50 Albums of 2014              |
| Paste                | 24            | The 50 Best Albums of 2014     |
| Pitchfork Media      | 23            | The 50 Best Albums of 2014     |
| PopMatters           | 37            | The 80 Best Albums of 2014     |
| Rolling Stone        | 7             | 20 Best Pop Albums of 2014     |
| Under the Radar      | 19            | Top 140 Albums of 2014         |
| Vulture              | 29            | The 32 Best Pop Albums of 2014 |

## Paradas musicais

### Gráficos semanais
| Gráfico (2014)                          | Pico posição |
| --------------------------------------- | ------------ |
| Austrália (ARIA)                        | 38           |
| Áustria (Ö3 Austria Top 40)             | 50           |
| Bélgica (Ultratop Flandres)             | 47           |
| Bélgica (Ultratop Valônia)              | 66           |
| Canadá (Billboard)                      | 17           |
| República Tcheca (ČNS IFPI)             | 62           |
| Dinamarca (Hitlisten)                   | 19           |
| Países Baixos (Dutch Charts)            | 60           |
| Finlândia (Suomen virallinen lista)     | 24           |
| França (SNEP)                           | 60           |
| Alemanha (Offizielle Deutsche Charts)   | 43           |
| Greek Albums (IFPI)                     | 54           |
| Irlanda (IRMA)                          | 17           |
| Itália (FIMI)                           | 61           |
| Noruega (VG-lista)                      | 10           |
| Portugal (AFP)                          | 29           |
| Espanha (PROMUSICAE)                    | 68           |
| Suécia (Sverigetopplistan)              | 2            |
| Suíça (Schweizer Hitparade)             | 25           |
| Reino Unido (Official Albums Chart)     | 33           |
| Estados Unidos (Billboard 200)          | 29           |
| Estados Unidos (Top Alternative Albums) | 5            |
| Estados Unidos (Top Rock Albums)        | 9            |

### Gráficos de fim de ano
| Gráfico (2014)                     | Posição |
| ---------------------------------- | ------- |
| Swedish Albums (Sverigetopplistan) | 91      |

## Histórico de lançamento
| Região         | Data              | Formato                | Edição          | Gravadora   | Ref.                 |
| -------------- | ----------------- | ---------------------- | --------------- | ----------- | -------------------- |
| Alemanha       | 2 de Maio de 2014 | CD LP                  | Standard        | Warner      | [ 49 ] [ 50 ]        |
| Alemanha       | 2 de Maio de 2014 | Download digital       | Standard deluxe | Warner      | [ 51 ] [ 52 ]        |
| Reino Unido    | 2 de Maio de 2014 | Download digital       | Standard deluxe | LL Atlantic | [ 53 ] [ 54 ]        |
| França         | 5 de Maio de 2014 | CD LP                  | Standard        | Warner      | [ 55 ] [ 56 ]        |
| França         | 5 de Maio de 2014 | Doenload digital       | Standard deluxe | Warner      | [ 57 ] [ 58 ]        |
| Suécia         | 5 de Maio de 2014 | Doenload digital       | Standard deluxe | LL          | [ 59 ] [ 60 ]        |
| Reino Unido    | 5 de Maio de 2014 | CD LP                  | Standard        | LL Atlantic | [ 61 ] [ 62 ]        |
| Estados Unidos | 6 de Maio de 2014 | CD LP download digital | Standard        | LL Atlantic | [ 63 ] [ 64 ] [ 65 ] |
| Japão          | 7 de Maio de 2014 | Digital download       | Standard deluxe | Warner      | [ 66 ] [ 67 ]        |
| Suécia         | 7 de Maio de 2014 | CD LP                  | Standard        | LL          | [ 68 ] [ 69 ]        |
| Austrália      | 9 de Maio de 2014 | CD download digital    | Deluxe          | Warner      | [ 70 ] [ 71 ]        |